# Frederik Adolph de Roepstorff
Frederik Adolph de Roepstorff (født 25. marts 1842 om bord på et engelsk skib i nærheden af Kap Det Gode Håb, døbt i Kapstaden, myrdet 24. oktober 1883 på Kamorte, Nikobarerne) var en dansk filolog, forfatter og kristen missionær, bror til Christian Sophus de Roepstorff og gift med Christiane de Roepstorff.

## Liv
Han var søn af kaptajnløjtnant Adolph de Roepstorff og dennes første hustru, Charlotte Georgiana Holmes født Farley. Roepstorff blev født om bord på et engelsk skib på rejsen fra Madras til Europa, hvad der gav ham engelsk statsborgerskab. Han blev opdraget i Danmark, var først søkadet, men kom senere i Horsens lærde Skole, hvorfra han blev student 1863. Efter at have taget filosofikum opgav han imidlertid at studere og tog 1867 til Indien for der at bane sig vej ved benyttelse af sin engelske borgerret. Han blev her 1868 ansat som Extra Assistant Superintendent på Andamanerne, 1877 som Assistant Superintendent sammesteds og tillige på Nikobarerne, som han 1871 havde taget i besiddelse på den engelske regerings vegne. På begge øgrupper skulle han primært føre opsyn med de der til forviste straffefanger fra det store sepoy-oprør i Indien. Under et ophold i Danmark ægtede han 11. januar 1872 Hedevig Christiane Willemoës (født 30. november 1843, død i København 21. august 1896), som derefter stod ham trofast bi i hans gerning. I 1878 var han på ny hjemme, men allerede 24. oktober 1883 fandt han døden for morderhånd, idet han blev skudt af en fangen sepoy på Kamorte, en af Nikobarerne, hvor han blev begravet.

## Karakter og studier
Roepstorff var en varmhjertet natur med mange interesser. De indfødte på de øer, hvor han virkede, deres sprog og sæder studerede han med iver, ligesom han efterhånden berigede de etnografiske samlinger dels i København, dels også i Berlin med betydelige gaver. Foruden forskellige mindre etnologiske og sproglige arbejder af ham må fremhæves hans Dictionary of the Nancowry dialect of the Nicobarese language og The Gospel of St. Matthew in Nicobarese, begge efter hans død udgivet af hans enke (Calcutta 1884). Sammen med sin hustru arbejdede han med iver på at undervise de indfødte og udbrede kristendommen blandt dem. 1882 udgav han anonymt en politisk
pjecer Danmark, af en Fader, der vidner om hans varme kærlighed til fædrelandet.
- Gravsten i Indien